# Atreju
Atreju est une manifestation ou une convention politique en Italie.
En 1998, la responsable de la section romaine de l'Azione Giovani (it) (section jeunesse de l'ancien parti Alleanza Nazionale), Giorgia Meloni, crée une manifestation nationale pour la jeunesse conservatrice italienne.
Le nom de la manifestation, Atreju, fait référence au héros du roman L'histoire sans fin.
En septembre 2018, Steve Bannon participe à la convention Atreju à Rome.
En 2023, Giorgia Meloni tire parti de son rôle politique national pour attirer des personnalités politiques étrangères comme Elon Musk ou Santiago Abascal, Viktor Orbán ou Steve Bannon, Edi Rama, Rishi Sunak. Ces invités célèbre permettent d'attirer l'attention de la presse internationale.
L'événement est politiquement connoté comme étant de droite et d'extrême droite.
L'invitation a été déclinée par Ursula von der Leyen, présidente de la Commission européenne.
Le samedi 16 décembre 2023, Elon Musk s'y est déclaré en faveur de l'immigration légale mais en défaveur de l'immigration clandestine.